# Rasoio elettrico

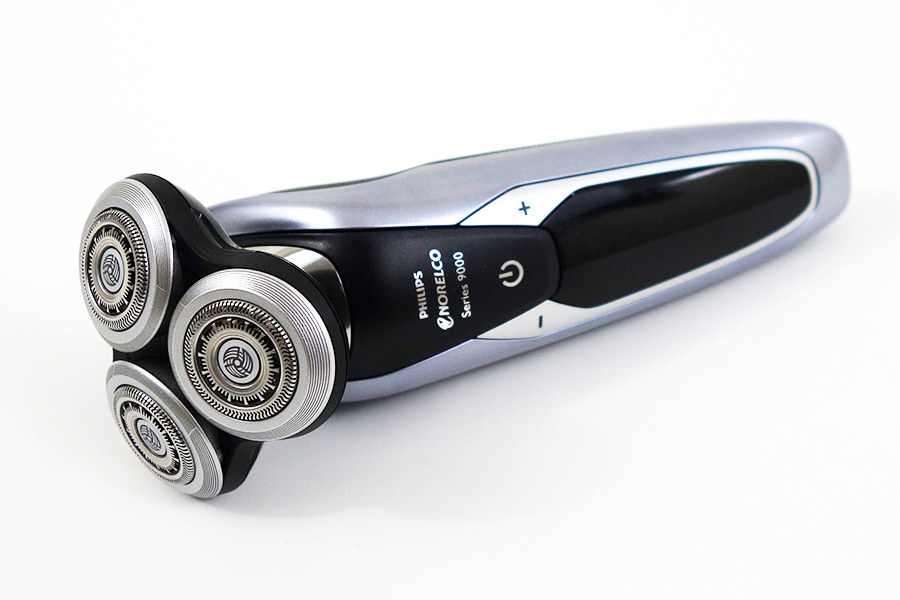
Rasoio elettrico a rotazione.

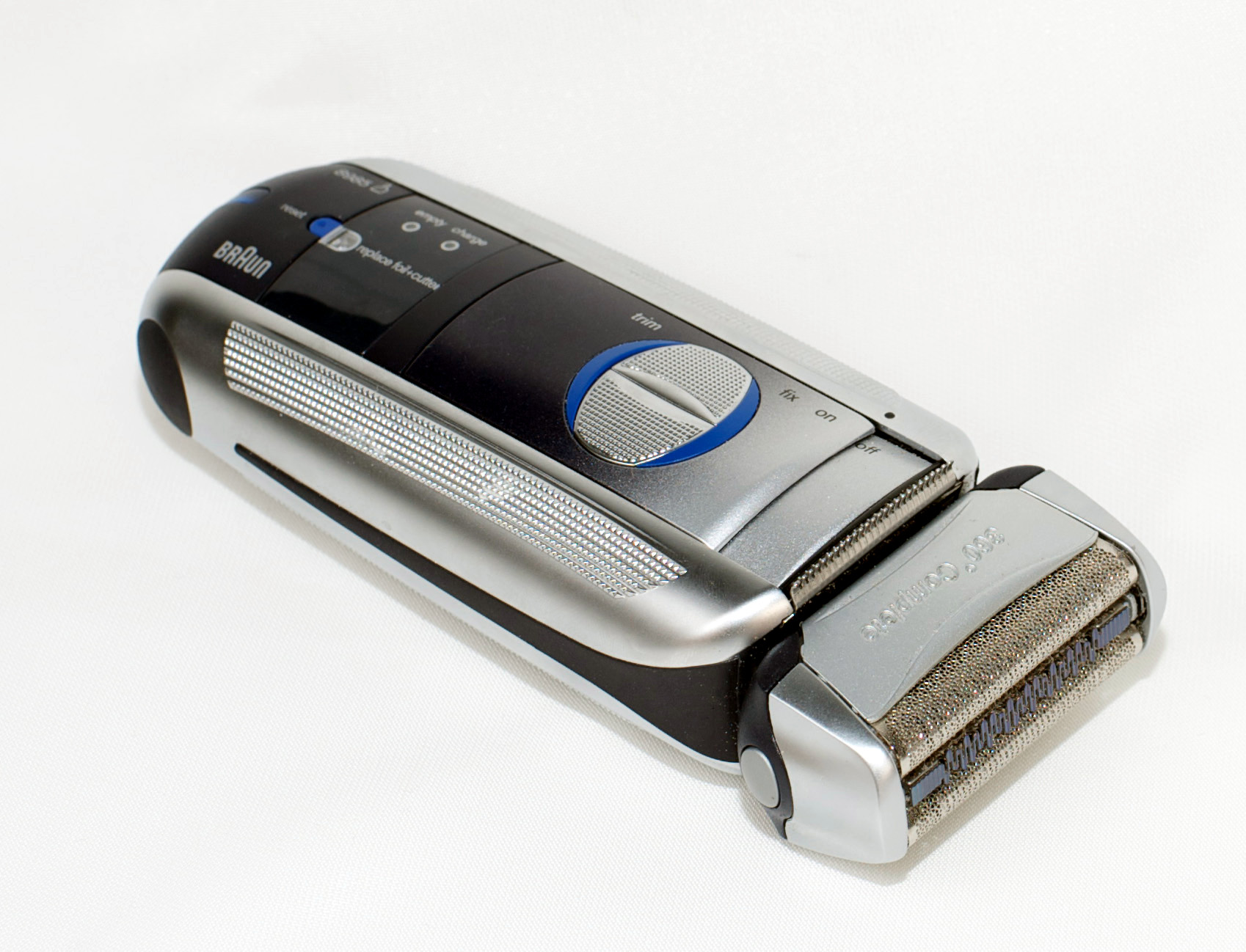
Rasoio elettrico a lamina.

Un rasoio elettrico è un rasoio alimentato elettricamente, con lamette rotanti o oscillanti. Di solito non richiede l'uso della crema da barba, del sapone o dell'acqua. È azionato da un piccolo motore elettrico o da un oscillatore elettromeccanico azionato da un solenoide a corrente alternata, alimentato da una batteria elettrica o una presa elettrica. Molti rasoi elettrici moderni sono alimentati tramite batterie ricaricabili.

## Storia
La prima persona a registrare un brevetto per un rasoio alimentato dall'elettricità fu John Francis O'Rourke, un ingegnere civile di New York, con il suo brevetto statunitense 616554 depositato nel 1898, mentre il primo rasoio elettrico funzionante fu inventato nel 1915 dall'ingegnere tedesco Johann Brucker.
Alla fine degli anni trenta furono messi sul mercato i primi rasoi elettrici alimentati a batteria. Nel 1960, la Remington Products introdusse il primo rasoio elettrico a batteria ricaricabile. Col tempo, alcuni rasoi sono stati progettati per collegarsi direttamente a una presa a muro con una spina elettrica. Nel 2017, la Xiaomi ha commercializzato il primo rasoio elettrico con ricarica USB-C.

## Caratteristiche
Alcuni modelli, generalmente commercializzati come rasoi da viaggio, utilizzano batterie rimovibili ricaricabili o usa e getta, generalmente di dimensioni AA o AAA. Ciò offre la possibilità di acquistare batterie durante il viaggio invece di portare con sé un dispositivo di ricarica.

## Rasoi elettrici resistenti all'acqua
Molti rasoi elettrici moderni sono resistenti all'acqua, consentendo all'utente anche di pulire il rasoio con l'acqua. Per garantire la sicurezza elettrica, il cavo di ricarica e/o alimentazione del rasoio deve essere scollegato prima di pulire l'unità con acqua.